# Roston
Roston est un village du Derbyshire, en Angleterre. Il forme la paroisse civile de Norbury and Roston avec le village voisin de Norbury.

## Histoire
Le Domesday Book indique que le manoir de Roston appartient avant la conquête normande de l'Angleterre au baron anglais Siward Barn. Vingt ans plus tard, en 1086, il est devenu la propriété du seigneur anglo-normand Henri de Ferrières. Le village compte alors environ 13 habitants.